# Kit SC Gequos
O Kit SC Karlsruhe, conhecido também como Kit SC Gequos, é um clube profissional de basquetebol baseado em Carlsrue, Alemanha que atualmente disputa a Regionalliga, correspondente à quarta divisão do país. Manda seus jogos no Sporthalle am IfSS com capacidade para 800 espectadores.

## Histórico de Temporadas
| Temporada | Nível | Liga         | Pos. | Resultado          |
| --------- | ----- | ------------ | ---- | ------------------ |
| 2009-10   | 4     | Regionalliga | 9º   |                    |
| 2010-11   | 4     | Regionalliga | 5º   |                    |
| 2011-12   | 4     | Regionalliga | 5º   |                    |
| 2012-13   | 4     | Regionalliga | 4º   |                    |
| 2013-14   | 4     | Regionalliga | 5º   |                    |
| 2014–15   | 4     | Regionalliga | 4º   |                    |
| 2015–16   | 4     | Regionalliga | 5º   |                    |
| 2016–17   | 4     | Regionalliga | 2º   | Promovido          |
| 2017-18   | 3     | ProB         | 12º  | RebaixadoPlaydowns |
| 2018-19   |       |              |      |                    |

## Títulos

### Regionalliga Sul-Oeste
- Finalista (1):2016-17